# Östra Tångarne naturreservat
Östra Tångarne är ett naturreservat i Älmhults kommun i Kronobergs län.
Området är skyddat sedan 2015 och är 216 hektar stort varav 99 hektar landareal. Det är beläget vid sjön Möckelns strand 1,5 km väster om samhället Diö. Reservatet består av fastmark, ängar och lång strandlinje mot sjön.

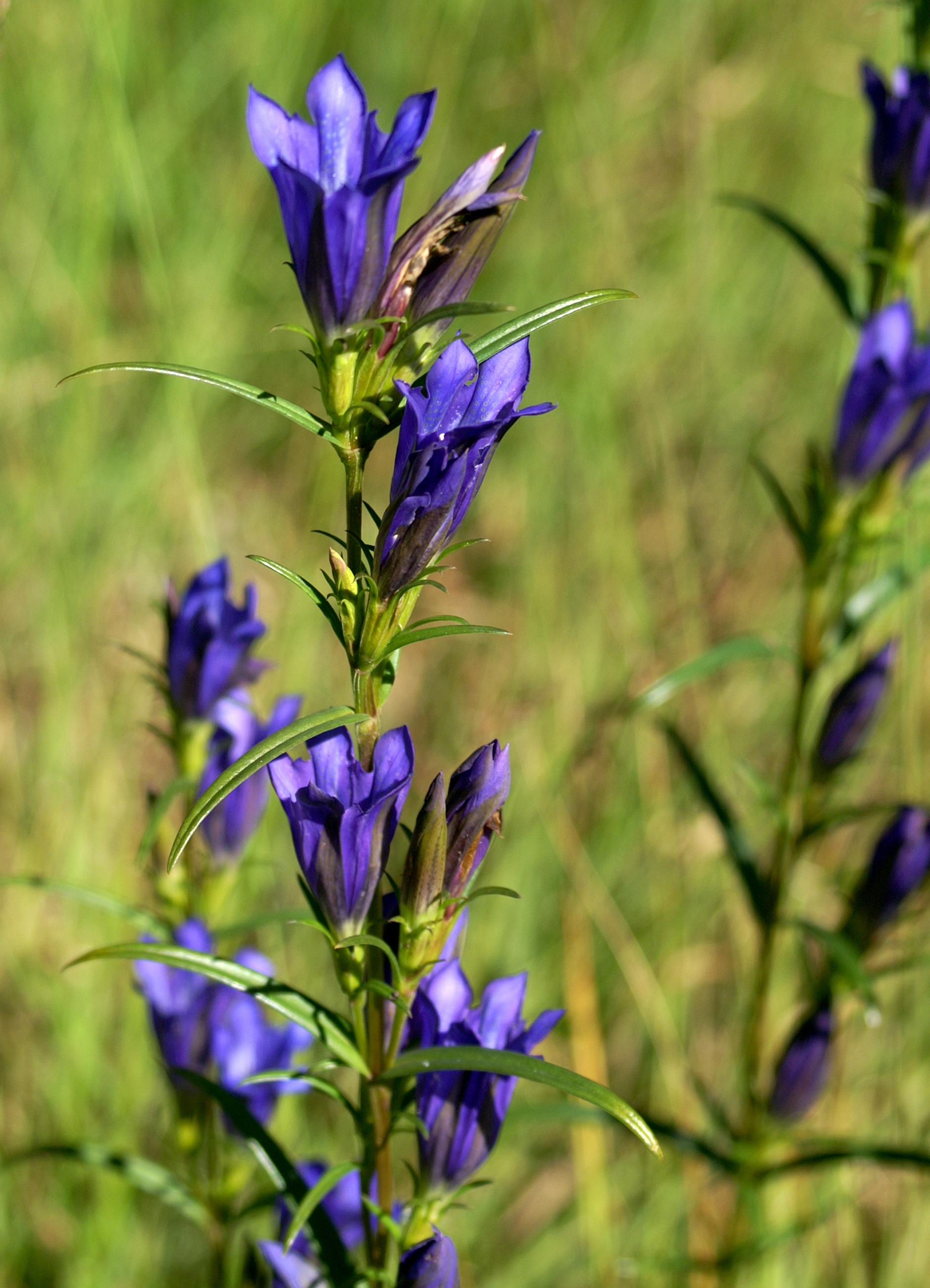
Klockgentiana

Sjön Möckeln sänktes 1,85 meter år 1857 vilket medförde stora förändringar och gav upphov till ny odlingsmark samt den strandskog som idag växer utmed Tångarnes stränder. Eftersom sjön regleras översvämmas stränderna årligen och är rik på multnande ved. Reservatet har betesmarker som bildar en mosaik av öppna och lite mer slutna partier med ek, lind, lönn och hassel. I området häckar ett stort antal fågelarter vilket hör samman med trädslagen och gamla eller döda träd. För mindre hackspett och mindre flugsnappare är Möckelnområdet ett av de viktigaste häckningsområdena i landet. Många mycket sällsynta vedlevande skalbaggar lever i de olika skogstyperna.
Södra delen drabbades hårt av stormen 2005. Där växer nu fram en lövdominerad blandskog.
I öster finns en slåttermad med klockgentiana och sileshår.